# Våmhus
Våmhus ist ein Dorf (Tätort) in der schwedischen Provinz Dalarnas län und der historischen Provinz Dalarna in der Gemeinde Mora.
Våmhus bildet mit Mora und Orsa ein Dreieck um den See Orsasjön. Im Ort kreuzt der Länsväg W 1000 den Länsväg W 1001. Durch die Ortslage fließt der Våmån. Bahnanschluss besteht im zehn Kilometer südlich gelegenen Mora, im Sommer und Winter auch über Orsa an der Inlandsbahn.

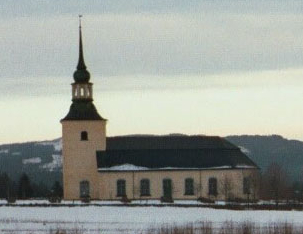
Kirche
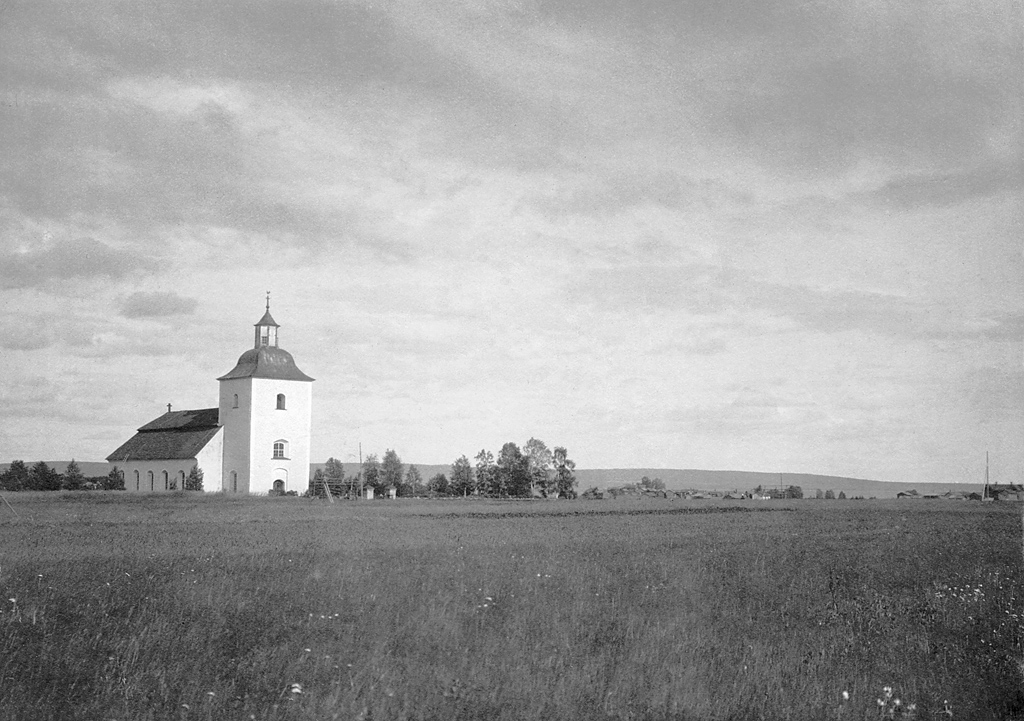
Kirche (um 1900)
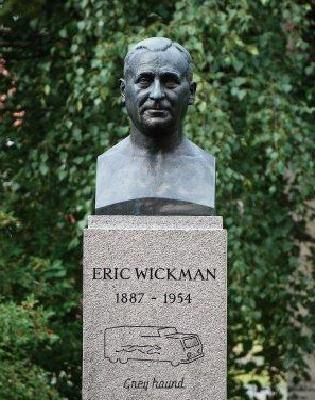
Wickman-Denkmal

## Personen
- Carl Eric Wickman (Wretman) (1887–1954) – Gründer von Greyhound Lines
- Anders Diös (1891–1986) – Baumeister